# Philosophiae Naturalis Principia Mathematica

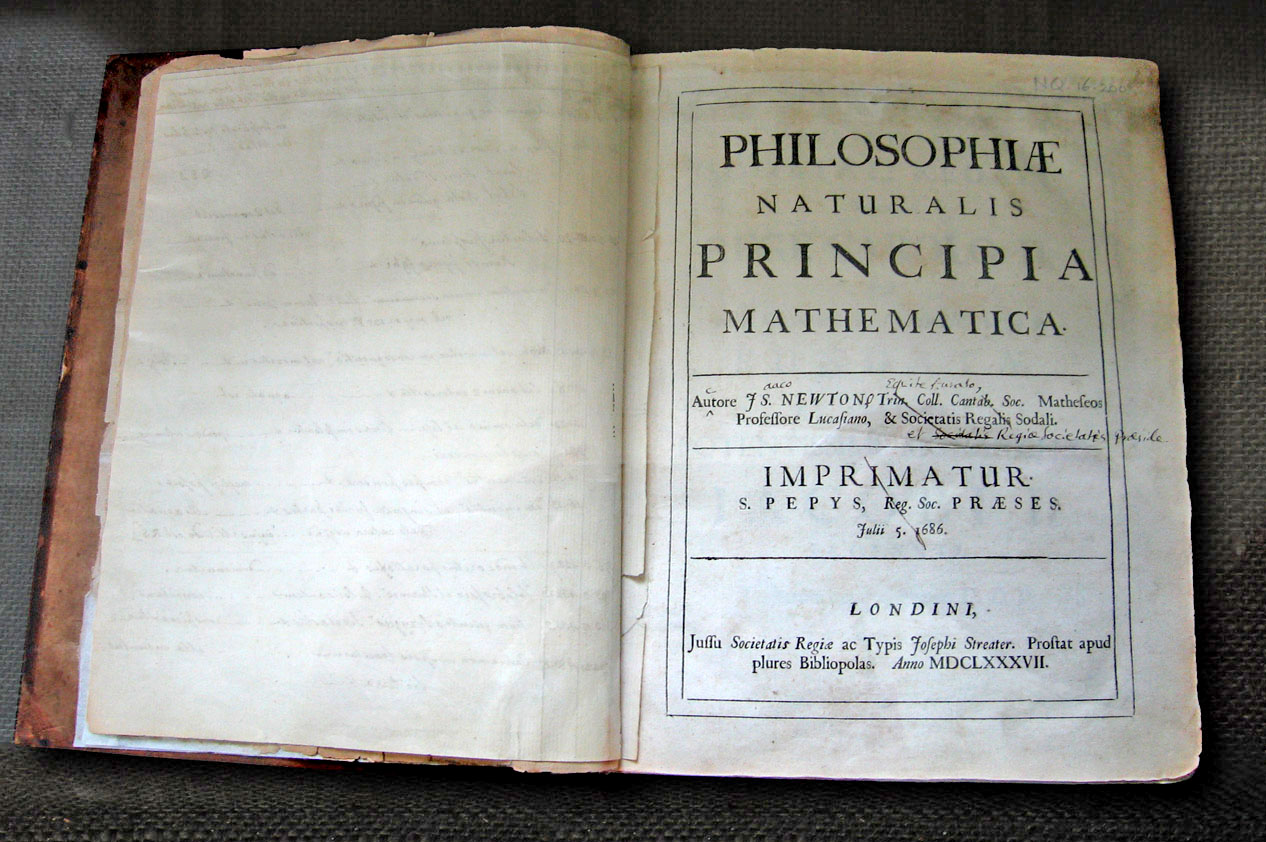
Titelpagina van de Principia, eerste uitgave. Newtons eigen exemplaar met handgeschreven verbeteringen voor de tweede uitgave.

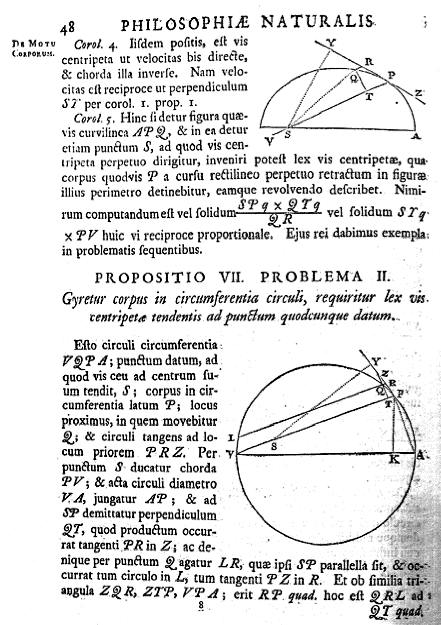
Een bladzijde uit de Principia, Boek 1.
Stelling 7, probleem 2: vind de richting van middelpuntzoekende kracht op een lichaam dat een cirkel beschrijft.

Philosophiae Naturalis Principia Mathematica (Lat.: "De wiskundige beginselen van de natuurfilosofie", kortweg de Principia) is een werk van Isaac Newton gepubliceerd op 5 juli 1687. Bekend is dat Newton het werk van ruim 500 pagina's schreef tussen augustus 1684 en april 1686 (minder dan twee jaar dus) naar aanleiding van een bezoek dat Edmond Halley aan hem bracht. Het is echter zeer waarschijnlijk dat hij zijn ideeën erover al eerder ontwikkelde omdat hij tegenover Halley gewag maakte van zijn oplossing voor het probleem van de banen van de planeten (de reden voor Halley's bezoek). Al in november 1684 zond hij hem en de Royal Society een uitgewerkte wiskundige beschrijving daarvan, onder de titel De motu corporum in gyrum (Over de beweging van lichamen in een baan), een artikel van negen pagina's. Hierop liet Halley weten dat de Royal Society graag meer van zulk werk zou ontvangen, en het ook zou uitgeven. Volgens ooggetuigen werkte Newton vervolgens bijna dag en nacht aan het boek. Toen Newton de Principia afgerond had, had de Royal Society echter net haar hele budget gespendeerd aan de uitgave van De historia piscium, een boek over vissen, geschreven door Francis Willughby. Dat boek verkocht zeer slecht, en uiteindelijk financierde Edmond Halley de eerste druk van de Principia. Het werk is een van de invloedrijkste publicaties ooit verschenen in de exacte wetenschappen.

## Grondslag van de mechanica
In de Principia voerde Newton onder meer de grondslag voor de moderne mechanica in, namelijk de drie wetten van Newton met de wetten voor behoud van impuls en behoud van impulsmoment.
Aan de hand van onder meer de empirische wetten van Kepler leidde hij de universele zwaartekrachtswet af.

## Wiskundige methode
Tijdens het formuleren van zijn natuurkundige theorieën, ontwikkelde Newton een gebied binnen de wiskunde dat bekendstaat als calculus (differentiaalrekening en integraalrekening samen). Maar in de Principia gebruikt Newton vrijwel uitsluitend meetkundige bewijzen in de stijl van Euclides en Archimedes en laat hij de calculus buiten beschouwing.

## Inhoud
- voorwoord waarin Newton onder meer René Descartes' werveltheorie voor de mechanica bestrijdt.
- definities
- axioma's of bewegingswetten (bevat de wetten van Newton)
- Boek 1 en 2 De motu corporum (Over de beweging van lichamen): mechanica en hydrodynamica met toepassingen
- Boek 3 De mundi systemate (Over de organisatie van de wereld) gaat over de universele zwaartekracht met allerlei toepassingen in het zonnestelsel, bijvoorbeeld getij, soms aan de hand van meetgegevens van John Flamsteed. Ook behandeling van de harmonische oscillator.

## Hypotheses non fingo
In de Principia staat Newtons beroemde credo Hypotheses non fingo ("Ik verzin geen hypothesen").
In vertaling:
Zijn wij nog niet in staat geweest om een reden te ontdekken voor deze eigenschappen van dit verschijnsel zwaartekracht? Ik verzin geen hypothesen. Alles wat niet is afgeleid uit de waarneming wordt gedefinieerd als een hypothese. Of ze nu metafysisch of fysisch zijn of gebaseerd op verborgen kwaliteiten, of op mechanica, ze hebben geen plaats in proefondervindelijke filosofie (=experimentele natuurwetenschap, vertaler). Binnen deze filosofie worden bijzondere begrippen afgeleid uit het verschijnsel en door inductie algemeen gemaakt.
Aan de hand van de wetten gepubliceerd in de Principia werden de bewegingen van de hemellichamen, zoals de planeten en kometen, verklaard.

## Receptie
De publicatie van de Principia werd juichend onthaald door Edmund Halley in de Philosophical Transactions van de Royal Society, maar op het continent was er meer terughoudendheid. John Theophilus Desaguliers verspreidde de nieuwe leer door experimentele demonstraties aan ambassades uit verschillende landen. In maart 1715 onderrichtte hij een Nederlands gezantschap met Willem Jacob 's Gravesande. Een belangrijke stap werd gezet toen Pierre Louis de Maupertuis in Discours sur les différentes figures des astres (1732) aantoonde dat de newtoniaanse zwaartekracht eleganter was dan het cartesiaanse wereldbeeld. Twee jaar later introduceerden de Lettres philosophiques van Voltaire het newtonianisme onder een groter publiek, gevolgd door de meer omstandige Élemens de la philosophie de Neuton (1738). Émilie du Châtelet, die Voltaire had geholpen, maakte de Principia in 1756 toegankelijk in een Franse vertaling. In Italië populariseerde Francesco Algarotti de leer in Newtonianismo per le dame (1737) en vond Ruđer Bošković in de wetten van Newton de beste verklaring voor de getijden, al leverde zijn De aestu maris (1747) hem een veroordeling voor ketterij op. Verder van Rome kon Laura Bassi het newtonianisme doceren aan de Universiteit van Bologna. Ook in de Duitse gebieden verliep de aanvaarding van Newtons ideeën niet zonder slag of stoot, onder meer door de weerstand van Gottfried Leibniz en Christian Wolff.

## Verder lezen
- Beth, Hermanus Johannes Eliza: Newton's "Principia", P. Noordhoff, Groningen/Batavia, 1932, 2 delen [= Historische Bibliotheek voor de Exacte Wetenschappen, deel IV & V]
- Newton, Sir Isaac: Principia, vol I: The Motion of Bodies. Motte's Translation revised by Cajori, University of California Press, 1962 of latere vertalingen
- Newton, Sir Isaac: Principia, vol II: The System of the World. Motte's Translation revised by Cajori, University of California Press, 1962 of latere vertalingen
- Newton, Sir Isaac: Principia, vol I en II
- Westfall, R.S.: Never at Rest. A Biography of Isaac Newton, Cambridge, 1998
- Cohen, Floris: Isaac Newton en het ware weten, Bert Bakker Amsterdam, 2010

## Principia online

### Latijn
- Cambridge University, Cambridge Digital Library In hoge resolutie gedigitaliseerde versie van Newtons eigen exemplaar van de eerste druk, waarin blanco pagina's zijn ingebonden voor zijn eigen aantekeningen en correcties.
- 1687: Newtons 'Principia', eerste druk (1687). Hoge-resolutie scans van het exemplaar in Gunnerus Library.
- 1687: Newtons 'Principia', eerste druk (1687). Google books.
- Principia (geannoteerd). Herdruk van 1833 (Glasgow) (deel 1) met Boek 1 & 2, van annotaties voorzien door Leseur, Jacquier en Calandrini 1739-42. Google books.
- Project Gutenberg
- Archive.org. Herdruk van de oorspronkelijke derde druk (1726), 1871 (Glasgow).

### Engelse vertalingen
- Andrew Motte, 1729, eerste Engelse vertaling van de tweede druk (1713). De naam Benjamin Motte, die op de titelpagina staat, is Andrews broer, die het boek uitgaf.
  - (en)  WikiSource, gedeeltelijk
  - Google books, deel 1 met Boek 1.
  - Google books, deel 2 met Boek 2 en 3. (Boek 3 begint op p. 200.) (Googles metadata labelt dit boek abusievelijk als "vol. 1").
- N.W. Chittenden, Amerikaanse uitgave van 1846, gemoderniseerde versie van Motte's vertaling van 1729.
  - (en)  Wikisource
  - Archive.org #1
  - Archive.org #2